# Bildungsgeschichte
Die Bildungsgeschichte oder häufiger historische Bildungsforschung befasst sich als Forschungsfeld im Schnittpunkt von Geschichtswissenschaft und Erziehungswissenschaft mit den Veränderungen des Bildungswesens im Zusammenhang mit historisch-gesellschaftlichen Veränderungen. Sie wird von Vertretern beider Disziplinen betrieben, wobei für die Erziehungswissenschaft Konzepte und Begründungen für Erziehung und Bildung im Mittelpunkt stehen.

## Neues Selbstverständnis und Themen
Die moderne Bildungsgeschichte hat ein anderes Selbstverständnis als die traditionelle Geschichte der Pädagogik, die vornehmlich die Ideen der sogenannten großen Pädagogen betrachtet und ausgelegt hat. Stattdessen stehen Analyse und Kritik von erzieherischen Traditionen und ihrer Wirkungen im Mittelpunkt, teilweise mit quantitativ-statistischen Untersuchungen. Ein aktuelles Beispiel ist die Ursachenanalyse für das Scheitern vieler Bildungsreformen an der eigenen Logik von Schule, ihrer „Grammatik“, bei David Tyack und William Tobin. Ein anderes ist der bildungsstatistische zyklische Wechsel von Überfüllung und Mangel in der Absolventenzahl höherer Bildung. Quellenmäßig interessant sind neben den normativen Texten alle „Ego-Dokumente“ vergangener Lebensläufe. Auch die vormoderne Erziehung rückt in den Blick, vor allem in der Frühen Neuzeit der komplexe Vorgang der zunehmenden Alphabetisierung und Schulpflicht, in dem konfessionelle und ökonomische Faktoren wichtig sind. Die Arbeit ist international und komparatistisch orientiert (vgl. die International Standing Conference for the History of Education).
Die Bildungsgeschichte behandelt nicht nur die Schul- und Hochschulgeschichte, sondern auch die Vorschulerziehung, die nichtschulische Jugendbildung, die Berufsbildung, die Politische Bildung und die Erwachsenenbildung in ihren historischen Aspekten. An den deutschsprachigen Universitäten und Pädagogischen Hochschulen gibt es spezielle Lehrstühle für Bildungsgeschichte.
Wichtige Aspekte sind das Bildungssystem und die Institutionen, die Teilnehmer und ihre Berechtigungen, die Finanzierung, die Lehrpläne, die Lehrerbildung und die Personalausstattung sowie die zentralen Ziele und Bildungstheorien.